# 霍赫滕峰

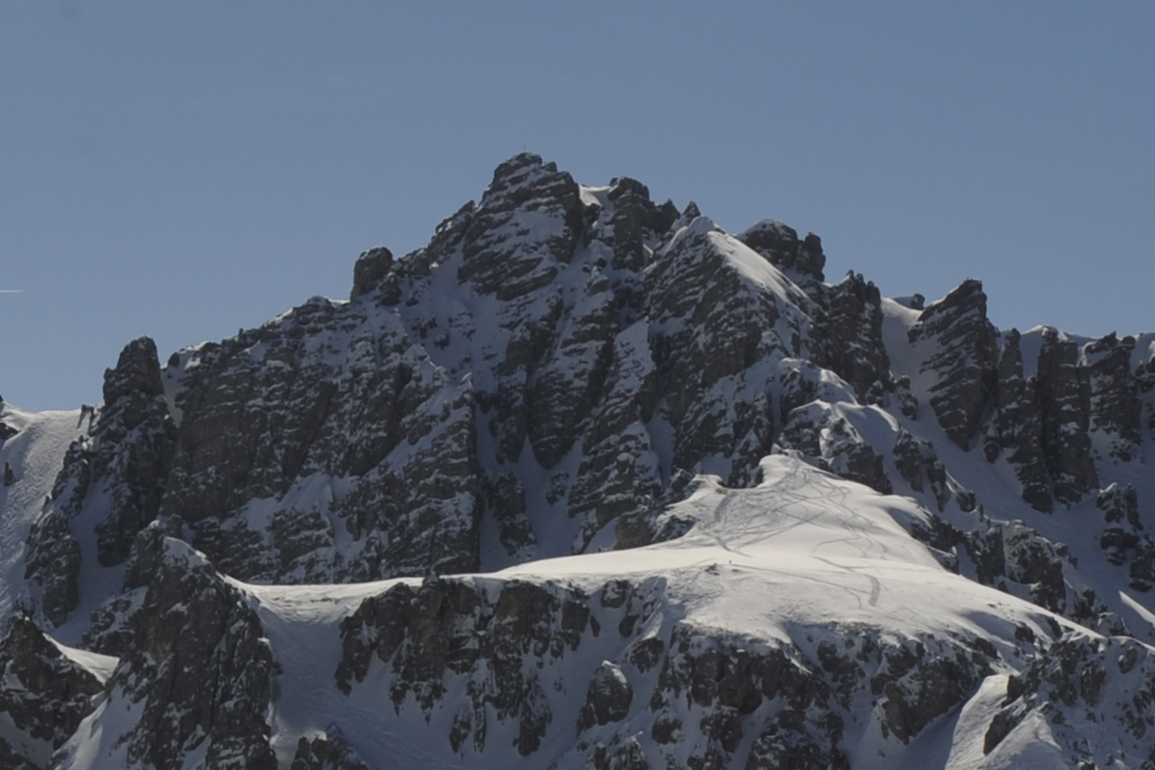

47°10′15″N 11°17′24″E / 47.17083°N 11.29000°E
霍赫滕峰（德語：Hochtennspitze），是奧地利的山峰，位於該國西部，由蒂羅爾州負責管轄，屬於斯圖拜阿爾卑斯山脈的一部分，距離馬爾格魯本峰0.5公里，海拔高度2,549米。